# Kirkkonummi
Kirkkonummi (Zweeds: Kyrkslätt) is een gemeente in de Finse provincie Zuid-Finland en in de Finse regio Uusimaa. De gemeente heeft een landoppervlakte van 366,23 km² en telt 40.722 inwoners (2022).
Kirkkonummi is een tweetalige gemeente met Fins als meerderheidstaal (± 80%) en Zweeds als minderheidstaal.

## Geboren in Kirkkonummi
- Eero Saarinen (1910-1961), architect
- Thorvald Strömberg (1931-2010), kanovaarder
- Paradise Oskar (1990), zanger
- Wilma Aintila (2004), wielrenster